# Lakshmisagara, Hassan
Lakshmisagara là một làng thuộc tehsil Hassan, huyện Hassan, bang Karnataka, Ấn Độ.